# Moulin à eau de Beauharnois
Pour les articles homonymes, voir moulin à eau (homonymie).
Le Moulin à eau de Beauharnois est l'un des derniers moulins à eau du Québec au Canada.

## Identification
- Nom du bâtiment : Moulin à eau de Beauharnois
- Autre nom du bâtiment : Vieux moulin de Beauharnois
- Adresse civique :
- Municipalité : Beauharnois
- Propriété : Privée

## Construction
- Date de construction : 1890
- Nom du constructeur :
- Nom du propriétaire initial :

## Chronologie
- Évolution du bâtiment :
- Autres occupants ou propriétaires marquants :Julien St-Pierre
- Transformations majeures :Julien habite encore a Beauharnois en 2011

## Mise en valeur
- Constat de mise en valeur :
- Site d'origine : Oui
- Constat sommaire d'intégrité :
- Responsable :